# Philipp Peter Roos

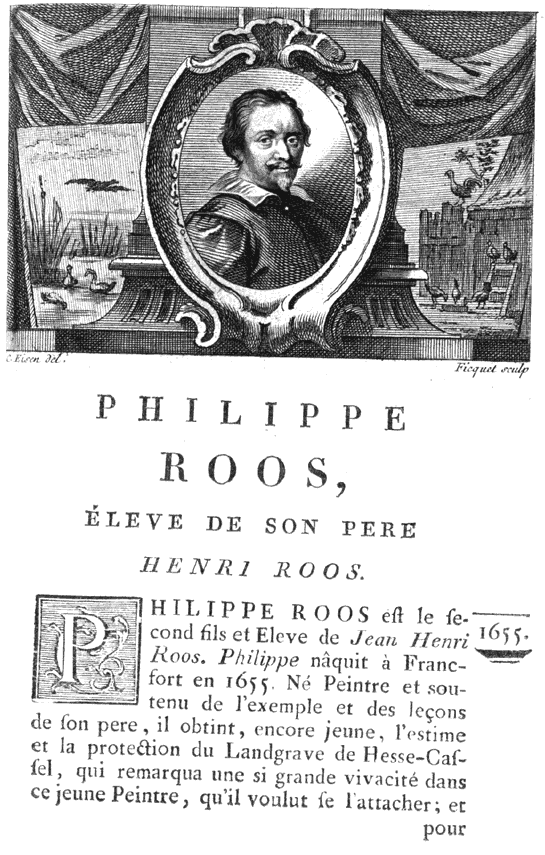
Philipp Peter Roos.

Philipp Peter Roos, född 1651 i Frankfurt, död 1705 i Tivoli nära Rom, var en tysk målare, äldste son till Johann Heinrich Roos, bror till Johann Melchior Roos, farfar till Joseph Roos.
Roos kallas Rosa di Tivoli och är bekant för sina ibland kroppsstora djurframställningar med landskap från romerska kampagnan. Han kom till Italien 1677, där han utbildade sig i Bologna och i Rom. Hans tavlor är dekorativt, brett och raskt, ofta grovt målade; någon gång är ämnet historiskt eller bibliskt: Noak inför Jehova (i Dresden), Orfeus (i Madrid), men oftast framställer han herdar med sina hjordar.